# 小行星8087
小行星8087（英語：8087 Kazutaka）是一颗围绕太阳公转的小行星。1989年11月29日，圓舘金、渡邊和郎在北见发现了此天体。
这颗小行星的绝对星等为315.6193624180288等。